# Trixbox
Trixbox – serwer VoIP bazujący na oprogramowaniu Open Source. Od momentu powstania, w 2004 roku, funkcjonował pod nazwą Asterisk@home. Od kwietnia 2006 roku jest znany jako Trixbox. Oprogramowanie opiera się na dystrybucji Linuksa CentOS. Zawiera nie tylko preinstalowany Asterisk, lecz także liczne narzędzia ułatwiające rozpoczęcie pracy z systemem oraz wspomagające zarządzanie nim. Podczas korzystania z Trixboksa sama znajomość systemu Linux nie jest wymagana, chociaż zalecana. Dołączone narzędzia takie jak FreePBX umożliwiają bowiem zarządzanie Asteriskiem z poziomu przeglądarki internetowej. Trixbox obsługuje trzy protokoły VoIP: H.323, SIP oraz IAX. 
Trixbox dostępny jest w dwóch wersjach: jako obraz ISO instalacyjnej płyty CD oraz obraz maszyny wirtualnej VMware z gotowym systemem. W pierwszym przypadku zawartość obrazu ISO trzeba wypalić na płycie CD, uruchomić z niej komputer, a następnie zainstalować Trixboksa na dysku twardym. W drugim przypadku nie musimy tego robić, ponieważ cały system jest uruchamiany w wirtualnym wstępnie skonfigurowanym środowisku, idealnym do testów.